# Kubische Primzahl
In der Zahlentheorie ist eine kubische Primzahl der 1. Art (vom englischen cuban prime) eine Primzahl, die folgende Form hat:
{\displaystyle p={\frac {x^{3}-y^{3}}{x-y}}} mit ganzzahligen {\displaystyle x=y+1} und {\displaystyle y>0}.
Diese Art von kubischen Primzahlen wurden erstmals im Jahr 1912 von Allan Joseph Champneys Cunningham im Artikel On quasi-Mersennian numbers erforscht.
Eine kubische Primzahl der 2. Art hat die folgende Form:
{\displaystyle p={\frac {x^{3}-y^{3}}{x-y}}} mit ganzzahligen {\displaystyle x=y+2} und {\displaystyle y>0}.
Diese Art von kubischen Primzahlen wurden ebenfalls erstmals von A. J. C. Cunningham im Jahr 1923 im Artikel Binomial Factorisations erforscht.
Der englische Name cuban prime kommt von Kubikzahl, nicht von Kuba.

## Eigenschaften
- Jede kubische Primzahl der 1. Art kann man in folgende Formen umwandeln:

- {\displaystyle p=(y+1)^{3}-y^{3}}
- {\displaystyle p=3y^{2}+3y+1}
- {\displaystyle p=3x^{2}-3x+1}

Beweis der 1. Form:
Eine kubische Primzahl der 1. Art hat die Form {\displaystyle p={\frac {x^{3}-y^{3}}{x-y}}} mit {\displaystyle x=y+1}. Somit gilt:
{\displaystyle p={\frac {x^{3}-y^{3}}{x-y}}={\frac {(y+1)^{3}-y^{3}}{(y+1)-y}}={\frac {(y+1)^{3}-y^{3}}{1}}=(y+1)^{3}-y^{3}}. {\displaystyle \Box }
Beweis der 2. Form:
Eine kubische Primzahl der 1. Art hat, wie oben gezeigt wurde, die Form {\displaystyle p=(y+1)^{3}-y^{3}}. Somit gilt:
{\displaystyle p=(y+1)^{3}-y^{3}=y^{3}+3y^{2}+3y+1-y^{3}=3y^{2}+3y+1}. {\displaystyle \Box }
Beweis der 3. Form:
Eine kubische Primzahl der 1. Art hat, wie oben gezeigt wurde, die Form {\displaystyle p=3y^{2}+3y+1} mit {\displaystyle x=y+1} (also mit {\displaystyle y=x-1}). Somit gilt:
{\displaystyle p=3y^{2}+3y+1=3(x-1)^{2}+3(x-1)+1=3x^{2}-6x+3+3x-3+1=3x^{2}-3x+1}. {\displaystyle \Box }
- Jede kubische Primzahl der 1. Art ist eine zentrierte Sechseckszahl.

Beweis:
Eine kubische Primzahl der 1. Art hat, wie oben gezeigt wurde, die Form {\displaystyle p=3x^{2}-3x+1}. Zentrierte Sechseckzahlen haben die Form {\displaystyle 3n^{2}-3n+1}. {\displaystyle \Box }
- Jede kubische Primzahl der 2. Art kann man in folgende Formen umwandeln:

- {\displaystyle p={\frac {(y+2)^{3}-y^{3}}{2}}}
- {\displaystyle p=3y^{2}+6y+4}
- {\displaystyle p=3x^{2}-6x+4}
- {\displaystyle p=3n^{2}+1} mit {\displaystyle n=y+1}, {\displaystyle n>1}

Beweis der 1. Form:
Eine kubische Primzahl der 2. Art hat die Form {\displaystyle p={\frac {x^{3}-y^{3}}{x-y}}} mit {\displaystyle x=y+2}. Somit gilt:
{\displaystyle p={\frac {x^{3}-y^{3}}{x-y}}={\frac {(y+2)^{3}-y^{3}}{(y+2)-y}}={\frac {(y+2)^{3}-y^{3}}{2}}}. {\displaystyle \Box }
Beweis der 2. Form:
Eine kubische Primzahl der 2. Art hat, wie oben gezeigt wurde, die Form {\displaystyle p={\frac {(y+2)^{3}-y^{3}}{2}}}. Somit gilt:
{\displaystyle p={\frac {(y+2)^{3}-y^{3}}{2}}={\frac {y^{3}+6y^{2}+12y+8-y^{3}}{2}}={\frac {6y^{2}+12y+8}{2}}=3y^{2}+6y+4}. {\displaystyle \Box }
Beweis der 3. Form:
Eine kubische Primzahl der 2. Art hat, wie oben gezeigt wurde, die Form {\displaystyle p=3y^{2}+6y+4} mit {\displaystyle x=y+2} (also mit {\displaystyle y=x-2}). Somit gilt:
{\displaystyle p=3y^{2}+6y+4=3(x-2)^{2}+6(x-2)+4=3x^{2}-12x+12+6x-12+4=3x^{2}-6x+4}. {\displaystyle \Box }
Beweis der 4. Form:
Eine kubische Primzahl der 2. Art hat, wie oben gezeigt wurde, die Form {\displaystyle p=3y^{2}+6y+4}. Substituiert man {\displaystyle y:=n-1}, so erhält man:
{\displaystyle p=3y^{2}+6y+4=3(n-1)^{2}+6(n-1)+4=3n^{2}-6n+3+6n-6+4=3n^{2}+1}. {\displaystyle \Box }

## Beispiele
- Die Primzahl {\displaystyle p=61} kann man darstellen als {\displaystyle p={\frac {5^{3}-4^{3}}{5-4}}={\frac {125-64}{1}}=61} und ist somit eine kubische Primzahl der 1. Art.
- Die kleinsten kubischen Primzahlen der 1. Art lauten:

7, 19, 37, 61, 127, 271, 331, 397, 547, 631, 919, 1657, 1801, 1951, 2269, 2437, 2791, 3169, 3571, 4219, 4447, 5167, 5419, 6211, 7057, 7351, 8269, 9241, 10267, 11719, 12097, 13267, 13669, 16651, 19441, 19927, 22447, 23497, 24571, 25117, 26227, … (Folge A002407 in OEIS)
- Stellt man die kubischen Primzahlen der 1. Art in der Form {\displaystyle p=3x^{2}-3x+1} dar, so sind die ersten {\displaystyle x} die folgenden:

2, 3, 4, 5, 7, 10, 11, 12, 14, 15, 18, 24, 25, 26, 28, 29, 31, 33, 35, 38, 39, 42, 43, 46, 49, 50, 53, 56, 59, 63, 64, 67, 68, 75, 81, 82, 87, 89, 91, 92, 94, 96, 106, 109, 120, 124, 126, 129, 130, 137, 141, 143, 148, 154, 157, 158, 159, 165, 166, 171, 172, … (Folge A002504 in OEIS)
Beispiel:
Entnimmt man dieser Liste an der 30. Stelle die Zahl {\displaystyle 63}, so erhält man {\displaystyle p=3\cdot 63^{2}-3\cdot 63+1=11719}, und tatsächlich ist {\displaystyle p=11719} die 30. kubische Primzahl der 1. Art, wie man der vorherigen Liste entnehmen kann.
- Die Anzahl der kubischen Primzahlen der 1. Art, welche kleiner als {\displaystyle 10^{n}} sind, kann man der folgenden Liste für {\displaystyle n=0,1,2,\ldots } ablesen:

0, 1, 4, 11, 28, 64, 173, 438, 1200, 3325, 9289, 26494, 76483, 221530, 645685, 1895983, 5593440, 16578830, 49347768, 147402214, 441641536, 1326941536, 3996900895, 12066234206, 36501753353, … (Folge A113478 in OEIS)
Beispiel:
Der obigen Liste kann man an der 5. Stelle die Zahl {\displaystyle 28} entnehmen. Das heißt, dass {\displaystyle 28} kubische Primzahlen der 1. Art kleiner als {\displaystyle 10^{4}=10000} sind.
- Die momentan größte bekannte kubische Primzahl der 1. Art ist die folgende:[3]

{\displaystyle p={\frac {(100000845^{4096}+1)^{3}-(100000845^{4096})^{3}}{100000845^{4096}+1-100000845^{4096}}}=(100000845^{4096}+1)^{3}-(100000845^{4096})^{3}=3\cdot 100000845^{8192}+3\cdot 100000845^{4096}+1}
Sie hat {\displaystyle 65537} Stellen und wurde am 7. Januar 2006 von Jens Kruse Andersen entdeckt.
- Die kleinsten kubischen Primzahlen der 2. Art lauten:

13, 109, 193, 433, 769, 1201, 1453, 2029, 3469, 3889, 4801, 10093, 12289, 13873, 18253, 20173, 21169, 22189, 28813, 37633, 43201, 47629, 60493, 63949, 65713, 69313, 73009, 76801, 84673, 106033, 108301, 112909, 115249, 129793, 139969, … (Folge A002648 in OEIS)

## Verallgemeinerung
Eine verallgemeinerte kubische Primzahl hat die folgende Form:
{\displaystyle p={\frac {x^{3}-y^{3}}{x-y}}} mit ganzzahligen {\displaystyle x>y>0}

### Eigenschaften
- Jede verallgemeinerte kubische Primzahl kann man in folgende Formen umwandeln:

- {\displaystyle p=x^{2}+xy+y^{2}} mit ganzzahligen {\displaystyle x>y>0}
- {\displaystyle p=6k+1} mit {\displaystyle k\in \mathbb {N} } und {\displaystyle k>0}

Mit anderen Worten:
{\displaystyle p\equiv 1{\pmod {6}}}
Beweis der 1. Form:
Wegen der Formel {\displaystyle a^{3}-b^{3}=(a-b)\cdot (a^{2}+ab+b^{2})} (siehe hier) gilt:
Man kann {\displaystyle p} umformen in {\displaystyle p={\frac {x^{3}-y^{3}}{x-y}}=x^{2}+xy+y^{2}}. {\displaystyle \Box }
Beweis der 2. Form:
Sei {\displaystyle p=x^{2}+xy+y^{2}\equiv z{\pmod {6}}} mit {\displaystyle x\equiv m{\pmod {6}}} und {\displaystyle y\equiv n{\pmod {6}}}. Dann ist {\displaystyle p\equiv m^{2}+mn+n^{2}\equiv z{\pmod {6}}}. Rechnet man alle Varianten für {\displaystyle m=0,1,\ldots 5} und {\displaystyle n=0,1,\ldots 5} durch, erhält man die vier Restklassen {\displaystyle p\equiv z\equiv 0,1,3,4{\pmod {6}}}. Somit kann {\displaystyle p} die Darstellungen {\displaystyle 6k,6k+1,6k+3} oder {\displaystyle 6k+4} annehmen. Die Darstellungen {\displaystyle 6k} und {\displaystyle 6k+4} sind immer zusammengesetzt und die Darstellung {\displaystyle 6k+3} ist ebenfalls bis auf {\displaystyle p=3} zusammengesetzt. Somit bleibt nur noch die Darstellung {\displaystyle p=6k+1} übrig. {\displaystyle \Box }

### Beispiele
- Die kleinsten verallgemeinerten kubischen Primzahlen der Form {\displaystyle p=x^{2}+xy+y^{2}} lauten:

3, 7, 13, 19, 31, 37, 43, 61, 67, 73, 79, 97, 103, 109, 127, 139, 151, 157, 163, 181, 193, 199, 211, 223, 229, 241, 271, 277, 283, 307, 313, 331, 337, 349, 367, 373, 379, 397, 409, 421, 433, 439, 457, 463, 487, 499, 523, 541, 547, 571, 577, 601, 607, 613, … (Folge A007645 in OEIS)
Die Primzahl {\displaystyle p=3} gehört aber genau genommen nicht zu obiger Definition von verallgemeinerten kubischen Primzahlen, weil man {\displaystyle p=3} nur mit {\displaystyle x=y=1} erhalten kann und somit die ursprüngliche Voraussetzung {\displaystyle x>y} nicht erfüllt ist. Für alle anderen Zahlen mit {\displaystyle 0<x=y\not =1} wäre {\displaystyle p=x^{2}+xy+y^{2}=3x^{2}} und somit keine Primzahl.